# 休·蒙哥馬利 (外交官)
休·蒙哥馬利（英語：Hugh Montgomery，1923年11月29日—2017年4月6日），是一位美國外交官和情報官員。他在中央情報局工作了63年，被譽為中央情報局的創始人之一。

## 生平
休·蒙哥馬利於1923年11月29日出生於馬薩諸塞州斯普林菲爾德。他就讀於哈佛大學，獲得學士學位。在1947年取得碩士學位，在1948年獲得第二個碩士學位，並於1952年取得博士學位。
蒙哥馬利在第二次世界大戰中擔任傘兵時受傷，並加入了戰略情報局反情報部門，即X-2。1953年，蒙哥馬利加入了中央情報局，開啟了長達六十年的職業生涯，並擔任多個中央情報局職位。在冷戰期間，他曾在雅典、羅馬、巴黎和維也納服役。而在中央情報局執行柏林的任務期間，他協助竊聽了蘇聯在該市地下的通訊線路。在莫斯科，他管理著歷史上最著名和最有成效的中央情報局資產之一：蘇聯軍官奧列格·弗拉基米羅維奇·潘科夫斯基。
1981年，蒙哥馬利暫時離開中央情報局，當時美國總統羅納德·雷根提名他為美國國務院情報研究局助理國務卿，該局是美國國務院OSS研究與分析部門的繼任者。他在這個職位上任職從1981年10月19日至1985年1月6日。接著，他在1985年至1989年擔任美國駐聯合國副大使。在此任務結束後，他回到中央情報局並在該機構任職，一直到2014年退休。
蒙哥馬利因其對國家的貢獻於2015年獲得OSS協會頒發的威廉·唐諾文獎。此外，他於2010年獲得華盛頓特區世界政治研究所的榮譽博士學位。